# Stade Pierre Claver Divounguy
Het Stade Pierre Claver Divounguy is een multifunctioneel stadion in Port-Gentil, een stad in Gabon. In het stadion is plaats voor 7.000 toeschouwers. Het stadion wordt vooral gebruikt voor voetbalwedstrijden, de voetbalclub AS Stade Mandji maakt gebruik van dit stadion. 